# Reinhard Zeiher
Reinhard Zeiher (* 25. September 1939 in Pforzheim) ist ein deutscher Ringer und Ringkampftrainer. Er startete für den Pforzheimer Verein SV 98 Brötzingen und für den ASV Mainz 1888.

## Leben
Reinhard Zeiher stammt aus einer bekannten Pforzheimer Ringerfamilie und begann bereits im Kindesalter mit dem Ringkampf. Auch Zeihers sechs jüngere Brüder waren auf der Ringermatte aktiv und wurden zeitweise von Reinhard trainiert.
In den 1960er- und 1970er-Jahren stand Reinhard Zeiher mehrfach bei Deutschen Meisterschaften auf dem Siegertreppchen. Seine Spezial-Stilart war das Freistilringen; aber auch im griechisch-römischen Ringkampf war Zeiher erfolgreich.
Parallel war Reinhard Zeiher erfolgreich auch als Trainer im Ringkampfsport tätig. Er war bei Vereinen in Brötzingen und in Ispringen engagiert. Zeihers Ringkampf-Schützlinge holten mehrere Titel im Bereich Nordbaden.
Reinhard Zeiher ist verheiratet, Vater einer Tochter und eines Sohnes und lebt in der Nähe von Pforzheim. Er ist der Schwiegervater des Ringers Vasili Zeiher.

## Erfolge

### Deutsche Meisterschaften
| Jahr | Platzierung | Gewichtsklasse | Stilart            | Altersklasse |
| 1959 | 1.          | Welter         | Freistil           | Junioren     |
| 1961 | 2.          | 73 kg          | Freistil           | Männer       |
| 1963 | 3.          | 78 kg          | Freistil           | Männer       |
| 1964 | 3.          | 78 kg          | Freistil           | Männer       |
| 1966 | 3.          | 78 kg          | Griechisch-römisch | Männer       |
| 1966 | 2.          | 78 kg          | Freistil           | Männer       |
| 1968 | 2.          | 78 kg          | Freistil           | Männer       |
| 1969 | 2.          | 74 kg          | Griechisch-römisch | Männer       |
| 1969 | 1.          | 74 kg          | Freistil           | Männer       |
| 1970 | 2.          | 74 kg          | Griechisch-römisch | Männer       |
| 1970 | 1.          | 74 kg          | Freistil           | Männer       |
| 1971 | 4.          | 74 kg          | Griechisch-römisch | Männer       |
| 1973 | 2.          | 74 kg          | Freistil           | Männer       |
| 1974 | 4.          | 74 kg          | Freistil           | Männer       |

(Quelle:)
Im Jahr 1973 wurde Reinhard Zeiher mit dem ASV Mainz 1888 Deutscher Mannschaftsmeister im Ringen. Für seine Mannschaft war Zeiher besonders wertvoll, da er in beiden Stilarten erfolgreich eingesetzt werden konnte. Zu seinen Mainzer Mannschaftskameraden zählten Wilfried Dietrich und Emil Müller.

### Internationale Erfolge
Bei den Freistil-Weltmeisterschaften 1967 in Delhi erreichte Reinhard Zeiher den 12. Platz in der Gewichtsklasse bis 78 kg. Bei den Europameisterschaften 1966 in Karlsruhe wurde er 9. in der Freistil-Klasse.
Seine international größten Erfolge feierte Reinhard Zeiher in den 1990er-Jahren: Er wurde sechsmal Weltmeister bei den Veteranen-Ringern (Masters) im Freistil. Wegen Verletzungen sah sich Zeiher gezwungen, das Veteranen-Ringen zu Beginn der 2000er-Jahre aufgeben. Danach war er mehrere Jahre als Ringkampftrainer für verschiedene Vereine in Nordbaden tätig.